# Santana do Alfié
Santana do Alfié é um distrito do município brasileiro de São Domingos do Prata, no interior do estado de Minas Gerais. Segundo o censo demográfico de 2022, realizado pelo Instituto Brasileiro de Geografia e Estatística (IBGE), sua população era de 1 057 habitantes e havia 412 domicílios particulares permanentes ocupados. Possui área de 141,36 km² conforme a Fundação João Pinheiro (FJP).
De acordo com o IBGE, em 2010 a população era de 1 691 habitantes e havia 640 domicílios particulares.

## História e descrição
A capela inicial foi erigida por provisão episcopal de 1º de julho de 1751, por iniciativa de Francisco Ribeiro da Silva e Francisco Leite de Barros. Em 1752, foi o patrimônio constituído pela doação de metade de um sítio por seus proprietários, Francisco Ribeiro da Silva e seu irmão Manuel José dos Santos. Ficou sendo capela filial da matriz de São Miguel do Piracicaba. Em 1821, era cura da capela Padre Antônio da Cunha e Pádua, que tinha fazenda perto.
O distrito foi criado pela lei provincial nº 184 de 3 de abril de 1840, então pertencente ao município de Santa Bárbara e com a denominação de Alfié. Pelo decreto estadual nº 23 de 1º de março de 1890 passou a pertencer a São Domingos do Prata, que foi elevado à categoria de vila nessa mesma data. Posteriormente, o distrito foi renomeado para Santana do Alfié.